# إلى الأمام سنغافورة
«ماجولاه سِنغابورا»,(إلى الأمام سنغافورة) هو النشيد الوطني لسنغافورة من تأليف زوبر سيد عام 1958 كأغنية رمزية لأغراض رسمية لمجلس المدينة في سنغافورة. وتم اختيارها كنشيد رسمي عام 1959 عندما نالت الجزيرة حكمها الذاتي وبعد الاستقلال الكامل في 1965 أصبحت «ماجولاه سِنغابورا» النشيدة الوطنية الرسمية لسنغافورة. وينص القانون السنغافوري على أنه يمكن غنائها فقط بكلماتها الملايووية الأصلية، رغم توفر ترجمة مرخص بها لللغات الأخرى الثلاث الرسمية وهي الإنجلينزية، المندرينية والتاميلية.
في 2001 تم إجراء تعديلات على اللحن الموسيقي ليصبح أكثر فخامة وإلهام.
تنشد النشيدة في بشكل منتظم في المدارس ومخيمات القوات المسلحة في المناسبات بداية ونهاية كل يوم حيث يُرفع علم سنغافورة.

## التاريخ
تم تأليفه أثناء رغبة الشعب في الاستقلال حينما كانت سنغافورة مستعمرة بريطانية وكان النشيد الرسمي هو فليحفظ الله الملكة. في 1958, أونج بانج بوون، عمدة مجلس المدينة في سنغافورة شجع زوبِر سيد لتأليف نسيدة بعنوان «ماجولاه سِنغابورا» ليتم استخدامها في أعمال المجلس الرسمية.
استغرق زوبِر عام لتأليف وتلحين النشيد وفي مقابلة معه قال «تكمن الصعوبة في مثل هذا اللحن القصير، انه علي وضع كل الكلمات... ويجب أن تكون جداً بسيطة، ومفهومة لكل أعراق سنغافورة... شاورت أحد المؤلفين الملايوويين كي اتمكن من تأليفها بلغة سليمة ولكن ليست عميقة جداً أو معقدة جداً.»
تم إنشاد النسخة النهائية منها لأول مرة على مسرح فيكتوريا للموسيقى أثناء الاحتفال بإعادة افتتاحه.
في 1959 حصلت سنغافورة على الحكم الذاتي وتم حل المجلس الوطني. وشعرت الحكومة بضرورة وجود نشيد وطني يوحد مختلف أعراق البلد. اختارها نائب رئيس الوزرا توه تشين تشي كونها معروفة بين الناس، وإثر ذلك قام زوبِر بتعديل كلمات ولحن الأغنية ليتم عرضها بعد ذلك على اللجنة التشريعية في الحادي عشر من نوفمبر 1995. صدر بعد ذلك مرسوم بالموافقة وأصبحت في 9 أغسطس 1965 النشيد الرسمي لسنغافورة بعد أن نالت البلد الاستقلال الكامل.

## استخدامات النشيد الوطني
في الصفوف الابتدائية في مدارس سنغفورا يتم تعليمها كجزء من التربية المدنية. كما يتم انشادها في كل المدارس الرئيسية وفي القوات المسلحة أثناء الاحتقالات والمناسبات مع رفع وإنزال العلم وأداء القسم أو التعهد الوطني.

## الكلمات
| بالملايوية Mari kita rakyat Singapura Sama-sama menuju bahagia Cita-cita kita yang mulia Berjaya Singapura Marilah kita bersatu Dengan semangat yang baru Semua kita berseru Majulah Singapura Marilah kita bersatu Dengan semangat yang baru Semua kita berseru Majulah Singapura | ترجمة عربية تعالوا، رفاقي السنغافوريين دعونا نتقدم نحو السعادة معاً لعل طموحنا النبيل يجلب لسنغفاورة النجاح تعالوا، دعونا نتحد في روح جديدة فلتعلوا أصواتنا كصوت واحد إلى الأمام سنغافورة تعالوا، دعونا نتحد في روح جديدة فلتعلوا أصواتنا كصوت واحد إلى الأمام سنغافورة |